# Bacsana Ahalaia
Bacsana (Bacso) Ahalaia (grúz írással: ბაჩანა ახალაია;  Zugdidi, 1980. október 24. –) grúz politikus, 2009. augusztus 27-től 2012. július 4-ig Georgia védelmi minisztere, majd 2012. július 4. és szeptember között belügyminisztere. Miheil Szaakasvili georgiai elnök és a befolyásos Vano Merabisvili közeli politikai szövetségesének számít. Keménykezű politikai stílusa miatt gyakran bírálja az ellenzék.

## Pályafutása
A Tbiliszi Állami Egyetemen végzett 2004-ben, ahol jogot tanult. 2003–2004-ben a rózsás forradalomhoz vezető tiltakozó megmozdulások szervezésében jelentős szerepet játszó Liberty Institute-nál dolgozott. 2004–2005-ben a szintén a Liberty Institute-től indult Szozar Szubari ombudsman helyetteseként dolgozott. 2005-ben a Georgiai Igazságügyi Minisztérium Büntetésvégrehajtási Igazgatóságának vezetőjévé nevezték ki. Ottani működése alatt erélyesen fellépett az ország börtöneit felügyelő „keresztapák” ellen. A büntetés-végrehajtási rendszer irányításában alkalmazott kemény kezű módszerei miatt jogvédő szervezetek és az ellenzék is gyakran bírálta. Őt tartják a 2006-ban Georgia legnagyobb börtönében kitört lázadás hét halálos áldozattal járó brutális elfojtása egyik fő felelősének.
2008 decemberében az augusztusi grúz–orosz háború következtében a politikai és védelmi vezetésben sorra került személyi változások részeként védelmi miniszter-helyettessé nevezték ki. E poszton végzett tevékenységét a Vaszil Sziharulidze védelmi miniszterrel, és Vladimer Csacsibaiával, a Grúz Fegyveres Erők egyesített vezérkarának vezetőjével fennálló feszültség és viták jellemezték. 2009. augusztus 27-én Miheil Szaakasvili elnök őt nevezte ki védelmi miniszterré, amit azzal indokolt, hogy a védelmi szektor irányításához sokkal erősebb kezű vezetőre van szükség, amire Ahalaia korábbi tevékenysége a biztosíték. Védelmi miniszteri kinevezését az ellenzék éles kritikával fogadta.
2012. július 4-én felmentették védelmi miniszteri posztjáról és egyúttal a miniszterelnöki posztra emelkedett Ivane Merabisvili helyett belügyminiszterré nevezték ki. Szeptember 20-án azonban a Gldani börtönben a rabokkal szemben elkövetett kegyetlenkedések miatt kirobbant tüntetések hatására felmentették.
Testvére, Data Ahalaia a grúz belbiztonsági szolgálat, a belügyminisztérium Alkotmányvédelmi Igazgatóságának a vezetője. Apja, Roland Ahalaia a Georgia nyugati részén található Szamegrelo-Felső-Szvanéti közigazgatási régió főügyésze.
2014-ben a Tbiliszi Városi Bíróság hét és fél éves börtönbüntetésre ítélte.